# Jerry Siegel
Jerome Siegel (17. října 1914, Cleveland – 28. ledna 1996, Los Angeles) byl americký komiksový scenárista židovského původu. Byl spolutvůrcem postavy Supermana. Vymyslel ho v nakladatelství DC Comics spolu se svým přítelem Joe Shusterem. Je též spolutvůrcem postav Spectre a Doctor Occult. V roce 1992 byl uveden do Síně slávy Willa Eisnera a v roce 1993 do Síně slávy Jacka Kirbyho.

## Život
Jeho rodiče uprchli do Ameriky před antisemitismem z Litvy, roku 1900. První příběh se Supermanem vyšel v časopise Action Comics roku 1938, ale postavu autoři vymysleli již roku 1933 a dlouho se ji marně pokoušeli udat. Siegelova milá Joanne Carterová (vzali se roku 1947) byla vzorem pro Supermanovu osudovou ženu Lois Laneovou. Paradoxně si ji k tomuto úkolu vybral Shuster a nikoli Siegel – ten se s ní seznámil právě, když ji Shuster s tímto cílem portrétoval.
Za války psal Siegel do armádních novin Stars and Stripes, působil hlavně na Havaji. Po válce se Siegel a Schuster soudili s DC Comics o práva na postavy Supermana a Superboye. Vzdali se jich za finanční vyrovnání. Přesto se na konci 50. let Siegel ocitl v chudobě a roku 1959 se vrátil do DC Comics. Vyhodili ho v roce 1966, když se společnost dozvěděla, že Siegel a Shuster plánují druhý soudní spor o získání autorských práv na Supermana. K němu skutečně došlo a autoři ho prohráli. Po tomto druhém propuštění se Siegel opět dostal do těžké finanční krize a po dobu sedmi let pracoval jako písař v podatelně pro Los Angeles Public Utilities Commission.
Když v roce 1975 studio Warner Bros připravovalo první film o Supermanovi, tisk začal upozorňovat na to, že „otcové Supermana“ žijí na společenském dně. Aby zabránili negativní publicitě tohoto typu, rozhodli se manažeři Warnes Bros, že Siegelovi a Shusterovi poskytnou doživotní rentu ve výši 20 000 dolarů ročně.